# Eva Joly
Eva Joly (født Gro Eva Farseth 5. december 1943 på Grünerløkka i Oslo) er en norsk-fransk (med dobbelt statsborgerskab) forhørsdommer og er en af Frankrigs mest nådesløse og ubestikkelige korruptionsjægere. Hun kom til Paris som 20-årig for at arbejde som au pair. Mod sine forældres vilje giftede hun sig med familiens søn, Pascal Joly (død 2001).

## Baggrund

### Uddannelse
- Foss Gymnas: Reallinjen
- Oslo Handelsgymnas: Sekretærlinjen
- Universitetet i Oslo: Fransk mellemfag
- Universitetet i Paris: Juristeksamen
- Universitetet i Paris: Fransk tredjecyklus doktorgrad i offentlig ret

### Karriere
Joly gik på aftenskole og studerede jura, mens hun arbejdede som sekretær. Hun har været ansvarlig for en juridisk afdeling på et psykiatrisk sygehus i Frankrig, statsadvokat i Orléans og Evry, souschef ved «afdelingen for hjælp til store bedrifter i vanskeligheder» i det franske finansministerium og forhørsdommer i Økokrimafdelingen i byretten i Paris (p.t. orlov). I august 2005 afsluttede hun sit arbejde som specialrådgiver i Justis- og politidepartementet i Norge. Hun er nu ansat i Norad, hvor hun arbejder mod korruption i fattige lande.

#### Elf-sagen
I Frankrig samarbejder forhørsdommeren med politiet om undersøgelser og forhør i sager, før de kommer for retten, i modsætning til i Norge, hvor politiet gør dette arbejde. Efter at Joly havde arbejdet en del år med mindre alvorlige korruptionssager, blev hun under arbejdet med Elf-sagen for alvor klar over, hvor stort et problem korruption udgør, og hvor farligt det er for verdens udvikling.
Under Elf-dagen var Joly forhørsdommer hos statsadvokaten i Paris. Sagen var 1990'ernes mest omfattende korruptionssag og omhandlede Frankrigs ledende olieselskab, Elf Aquitaine. Sagen kørte ved det franske retsvæsen i foråret 2003 og var efterforsket siden 1994 af 90 medarbejdere. Joly fik Frankrigs tidligere udenrigsminister Roland Dumas stillet for retten, tiltalt for delagtighed i underslæb. Næsten 100 var sigtede, og Elf-Aquitaine havde brugt 25 milliarder francs på bestikkelse af politikere verden over. 256 millioner skal i 1991 med præsident François Mitterrands samtykke være gået til det tyske regeringsparti CDU. Roland Dumas blev idømt et halv års fængselsstraf, men frikendt efter appel i 2003.
Eva Joly blev udsat for både mordtrusler, chikane i medierne, overvågning og bagvaskelse, og måtte leve under streng beskyttelse af livvagter.

#### Antikorruptions- og hvidvaskningsprospektet
Joly blev i 2002 kaldt hjem af justitsminister Odd Einar Dørum for at tiltræde en treårig stilling som specialrådgiver i Antikorruptions- og hvidvaskningsprojektet, et treårigt samarbejdsprojekt mellem justitsministeriet og udenrigsministeriet om bekæmpelse af korruption og hvidvaskning, som arbejder med spørgsmål om økonomisk kriminalitet og organiseret kriminalitet. Det fokuserede på internationalt samarbejde. Projektet samarbejdede med juristsektoren og kontrol- og tilsynsapparatet. Samarbejdet med påtalemyndigheden og finansministeriet med underliggende etater var grundlæggende vigtigt, i tillæg til videreudvikling af kontakt med den private sektor. Projektet blev afsluttet 1. september 2005.

## Norske medier
Efter et knapt år i stillingen fik hun i slutningen af juli 2003 "mundkurv" af justitsministeriet, der beklagede Jolys udtalelser i sager, som var under efterforskning. Denne beklagelse blev sendt anonymt som e-mail til Norsk Telegrambyrå: "Vor principielle holdning er fortsat den, at embeds- og tjenestemænd i justitsministeriet ikke skal udtale sig om sager, som er under efterforskning. Hvis Eva Jolys udtalelser kan forstås i den retning, så er det noget, både Eva Joly og ministeriet beklager." Den var ikke underskrevet, og det vides ikke, hvem som stod bag – embedsværket eller den politiske ledelse - noget som svækkede den.
I juli 2004 blev Joly kritiseret for i et læserbrev at have kommenteret en uafsluttet straffesag, hvor hun forsvarede politiets handlemåde og kritiserede lagmandsrettens (dvs. ankerettens) kendelse. Derom mente justitsminister Odd Einar Dørum, at justitsministeriets folk principielt ikke burde deltage i offentlig debat, når sagen ikke var retsligt afgjort; men han irettesatte ikke Joly, fordi "det vil være både urimeligt og uheldigt, hvis en af ministeriets vigtigste rådgivere i bekæmpelsen af økonomisk kriminalitet er afskåret fra deltagelse i den offentlige debat om sådanne spørgsmål". Juraprofessor Carl August Fleischer støttede også Joly: "Hun har vigtige erfaringer, som offentligheden bør få kendskab til. Derfor må hun få lov til at snakke," mente professoren.
Ægteparret Amelia og Einar Riis, der i 2002 blev tilkendt 43 millioner kroner i erstatning fra staten for fejl begået af Oslo skifteret i et arveopgør i 1970'erne - omtalt som et af norgeshistoriens værste justitsmord - anmodede i øvrigt Joly om at efterforske justitsminister Dørum, efter at han afslog at lade ægteparrets anke behandle.
Joly fik i 2005 en påtale fra justitsministeriet, efter at hun sommeren 2004 havde givet kr. 2 000 i drikkepenge efter en middag i regi af det offentlige for et større antal gæster. Drikkepengene tilsvarede 16 % af beløbet, hvad der ligger langt over retningslinjerne for bespisning på det offentliges regning. Det er uklart, hvor ofte ministeriet giver sådanne påtaler; og dermed ikke muligt at tage stilling til, om den blev slået op i medierne, fordi det var netop Joly, som blev påtalt, eller om det er noget, der sker så sjældent, at det var opsigtsvækkende, uanset hvem det drejede sig om.
Joly oplevede også i 2005, at det blev sat spørgsmålstegn ved hendes personlige skatteforhold, men valgte ikke at kommentere sagen, da påstandene var åbenlyst grundløse. Hun varslede i stedet søgsmål mod ugebladet Se og Hør. I november 2005 blev det kendt, at parterne havde indgået forlig. 

## Korruption

### Korruption i Norge
Joly mener, at flere selskaber har opbygget hemmelige finansielle ressourser til brug for bestikkelse af tjenestemænd. Hun mener, at Norge aldrig har vært mere korrupt end nu sammenlignet med andre vestlige lande. Den norske korruption sker i forbindelse med indkøb af varer og tjenester, hvor offentligt ansatte misbruger deres position for at opnå økonomisk gevinst eller som en vennetjeneste.
Foreløbig har Joly ikke kunnet påpege konkrete sager, hvori der skulle være foregået korruption. I NORAD arbejder hun som rådgiver og ikke som efterforsker. Hun har derimod gentagne gange udtalt sig om enkeltsager, efter at andre (som regel medier) har afsløret dem, som en følge af at det var ønskeligt med offentlig debat omkring sagerne, som er afdækket. Et eksempel på det sidste er sagen omkring Nedre Romerike Vannverk.
Et af virkemidlerne i kampen mod økonomisk kriminalitet, mener Joly, er let tilgængelige skattelister på nettet, fordi et samfund med åbne skattelister forebygger korruption og anden økonomisk kriminalitet.

### Kampen mod international korruption
Joly har i sine bøger brugt staten Cuba som eksempel på stater, der har et styresystem, som hindrer bekæmpelse af international korruption. Cuba har er et lukket system uden agtindsigt fra andre instanser, og en kriminel stat kan da bruge kanaler ind i landet for pengetransaktioner, narkotikasmugling etc. Det beskyttende diplomati er den største hindring.

## Justiskommisjonen
I 2002 blev Joly fremhævet som en af kandidaterne til at lede den nye justitskommissionen og var en meget stærk kandidat sammen med to højesteretsdommere.

## Forfatterskab
Bogen Notre affaire à tous, som kom i 2000, endte med, at Joly sagsøgte to tidligere journalister i «Le Monde» efter beskyldninger for at have solgt kildeoplysninger. I bogen La face cachée du Monde om avisens indre liv hævder Pierre Péan og Philippe Cohen, at Joly længe skal have været en af avisens kilder. Som genydelse skal hun have fået to siders omtale af bogen Notre affaire à tous. Hun benægtede hårdnakket, at hun nogensinde har været en kilde for avisen og krævede 400.000 kr. i erstatning.
I 2001 kom hendes anden bog, biografien Korrupsjonsjeger om hendes liv. Bogen blev en bestseller. I den stilling hun har i dag, står hun meget friere til at berette om sagerne, hun efterforskede i Frankrig, deriblandt Elf-sagen, og det gør hun i bogen Er det en slik verden vi vil ha? (2003). Hun fortæller her om sin kamp mod korruption og økonomisk kriminalitet og om, hvad hun er blevet udsat for af dødstrusler, overvågning og bagvaskelser. Hun kommer med en række forslag til retsreformer, både nationale og internationale for at komme det enorme samfundsproblem til livs. Bogens udgivelse blev forsøgt standset i Frankrig.
I bogen Plan for en bedre verden (2004) skildrer Joly sammen med bl.a. Jens Stoltenberg og Rosemarie Köhn sin holdning til bistandsarbejde, globalisering og bekæmpelse af fattigdom, hvor hun fortæller om arbejdet mod korruption både i fattige og rige lande.

## Dokumentarer
Filminstruktøren Karin Julsrud er i gang med en film om Jolys liv, og i Frankrig er filminstruktøren Claude Chabrol i gang med filmen Magtens komedie om hendes kamp mod korruption og økonomisk kriminalitet med den franske stjerneskuespilleren Isabelle Huppert i rollen som Joly. Dog er alle rollenavne i denne film ændret, for at undgå juridiske problemer.
Filmen skabte debat i Norge efter premieren. Jolys støtter mener, at den er urimelig, og at ugebladet Se og Hørs reportager har skabt et indtryk af, at det hæfter noget ved Joly. De, som er mere kritiske over for Joly og hendes forhold til reglerne for statens tjenestemænd, anser det for naturligt, at hun får den opmærksomhed, hun får.

## Priser og udmærkelser
- 2002 Reader's Digests: Årets europæer
- 2003 YS' ligestillingspris
- 2004 Universitetet i Bergen: Æresdoktor
- 2004 Human-Etisk Forbund: Humanistprisen
- 2005 Frode Jakobsen prisen
- Norden i Fokus: Torgny Segerstedt-prisen

## Foredrag
Joly er også en meget eftertragtet foredragsholder og har bl.a. holdt foredrag/deltaget i
- Vekstdagen 2004 BI Telemark: Sine erfaringer og sin forståelse for hvorfor etiske grenser overskrides og grådighet forsøkt satt i system.
- Den nordnorske styredagen 2004 Høgskolen i Harstad: Verdiskaping i norske styrerom – en ensidig fokusering på materielle verdier?
- Fellesforbundets landsmøte 2003: Ekstern innleder til debatten Det seriøse arbeidsliv
- Den internasjonale studentfestivalen i Trondheim (ISFiT)
- Høgskolen i Oslo, journalistutdanningen: Kampen mot korrupsjon og medienes rolle
- Dagens Næringsliv, featureavdelingen: Journalisters rolle i dekningen av økonomisk kriminalitet
- Bulgarien, presseseminar: The Importance of a Free Media in the Fight of Corruption
- FAFO, seminar: Security, War Economics and Development
- Farmasidagene 2006 i Oslo: Bare litt på kanten???